# Shelby Foote
Shelby Foote (* 17. November 1916 in Greenville, Mississippi; † 27. Juni 2005 in Memphis, Tennessee) war ein US-amerikanischer Romancier und Historiker. Sein dreibändiges Werk über den Sezessionskrieg gilt sowohl stilistisch als auch inhaltlich als eine der besten Darstellungen dieses Themas.

## Leben und Werk
Shelby Foote war der Sohn des Geschäftsmanns Shelby Dade Foote (1891–1922) und dessen Frau Lilian, geborene Rosenstock. Sein Großvater Huger Lee Foote (1856–1915) war Pflanzer in Greenville, sein Urgroßvater Hezekiah William Foote (1813–1899) war ein Kavallerieoffizier der Konföderation und Teilnehmer der Schlacht von Shiloh. Zu Footes direkten Vorfahren zählt auch Isaac Shelby, der erste Gouverneur von Kentucky.
Shelby Foote besuchte die Universität von North Carolina (1935–1937) und trat 1939 der Nationalgarde der Vereinigten Staaten bei. Anschließend diente er im Zweiten Weltkrieg als Captain einer Artillerieeinheit, bevor er 1944 aufgrund unerlaubter Abwesenheit von der Truppe in Nordirland aus der Armee entlassen wurde – er hatte seine Freundin (und zukünftige Frau) Tess Lavery besucht. Dennoch diente er von Januar bis November 1945 noch einmal in den Streitkräften, diesmal im Marine Corps.
Nach dem Krieg arbeitete er in verschiedenen Berufen, unter anderem für die Zeitung Delta Democrat Times. 1949 veröffentlichte er seinen ersten Roman, Tournament. Es folgten weitere Veröffentlichungen, unter anderem der Bürgerkriegsroman Shiloh, die Foote den Ruf einbrachten, einer der besten jungen Romanautoren des Landes nach dem Zweiten Weltkrieg zu sein. 1953 zog er nach Memphis, und 1956 schrieb er eine Story für Stanley Kubrick. Er war mit Walker Percy befreundet.
Trotz seiner Erfolge als Romanautor sollte Foote mit einem Sachbuch seinen wohl größten Erfolg feiern. 1954 hatte Foote, der sich sein ganzes Leben lang für den amerikanischen Bürgerkrieg interessiert hatte, mit den Arbeiten zu einer Geschichte dieses Konflikts begonnen, dessen Folgen noch lange nach dem Ende der Kampfhandlungen eine besondere Rolle im kollektiven Gedächtnis der Amerikaner spielte. Er war zu dieser Arbeit vom Verlag Random House ermuntert worden, finanzieren konnte er dies durch ein Guggenheim-Stipendium 1955 (ebenso 1956 und 1959). Die Arbeit an dem Werk zog sich länger hin als geplant: 1958 erschien der erste Band des Werks The Civil War: A Narrative (Fort Sumter to Perryville); Foote hatte acht Stunden pro Tag und sieben Tage die Woche daran gearbeitet. 1963 erschien der zweite (Fredericksburg to Meridian) und schließlich, auch verzögert aufgrund der innenpolitischen Lage in den USA in den 60er und frühen 70er Jahren, 1974 der dritte und letzte Band (Red River to Appomattox).
Das monumentale Werk (etwa 3.000 Seiten Umfang) wurde sehr positiv aufgenommen. Obwohl Foote selbst kein professioneller Historiker war, stellen die drei Bände eine akkurate, umfassende und vor allem stilistisch äußerst gelungene Abhandlung dar. Allerdings galten Footes Sympathien etwas mehr dem Süden als dem Norden, wenngleich dies nicht zu Lasten der Objektivität ging. Zudem äußerte er sich wiederholt gegen Rassismus und nahm in den 60er Jahren gegen Befürworter der Rassentrennung öffentlich Stellung. Er diente auch als einer der Berater für die preisgekrönte und sehr erfolgreiche PBS-Dokumentation The Civil War (1990); durch seine Auftritte in der Dokumentation wurde er landesweit einer breiteren Öffentlichkeit bekannt.
Foote lehrte auch an verschiedenen Universitäten, so unter anderem an der University of Virginia und an der Memphis State University. Seine Ehen mit Tess Lavery und später mit Peggy DeSommes endeten in der Scheidung; seit 1956 war Foote mit Gwyn Rainer (1930–2009) verheiratet und hatte zwei Kinder: Sohn Huger Lee und Tochter Margaret. Foote starb im Alter von 88 Jahren und wurde auf dem Elmwood Cemetery in Memphis beerdigt.

## Publikationen
(in Auswahl)
- Tournament (1949)
- Follow Me Down. 1950, ISBN 0679736174.
- Love in a Dry Season. 1951, ISBN 0679736182.
- Shiloh. 1952, ISBN 0679735429.
- Jordan County. 1954, ISBN 0679736166.
- The Civil War, A Narrative. 3 Bde. Random House, New York 1974, ISBN 0394749138.
  - The Civil War: A Narrative. Vol. 1: Fort Sumter to Perryville. 1958, ISBN 0394419480.
  - The Civil War: A Narrative. Vol. 2: Fredericksburg to Meridian. 1963, ISBN 0394419510.
  - The Civil War: A Narrative. Vol. 3: Red River to Appomattox. 1974, ISBN 0394465121.
- September, September. 1978, ISBN 0679735437.

## Verfilmungen
- 1991: Entführt: Sieben Tage Angst (Memphis) – nach dem Roman „September, September“